# CRUD
CRUD — (англ. create read update delete) 4 основні функції управління даними «створення, читання, оновлення і вилучення».

## Стосовно СУБД
| Операція            | SQL    |
| ------------------- | ------ |
| Створити            | INSERT |
| Прочитати (Вибірка) | SELECT |
| Оновити             | UPDATE |
| Видалити (Знищити)  | DELETE |

## Як інтерфейс користувача
Термін «CRUD» також вживають стосовно інтерфейсу користувача. Для прикладу, в програмі адресної книги, базовий об'єкт — це запис з контактними даними. Як мінімум, програма повинна надавати користувачеві функції для:
- Додання записів
- Пошук і зчитування записів
- Редагування записів
- Видалення існуючих записів

Без цих базових операцій програма не може вважатися придатною до користування.